# Astrorhizida
Ordre
Les Astrorhizida sont un ordre de foraminifères de la classe des Monothalamea.

## Liste des familles
Selon World Register of Marine Species (28 mars 2016) :
- ordre des Astrorhizida Lankester, 1885
  - sous-ordre des Astrorhizina
    - super-famille des Astrorhizoidea Brady, 1881
      - famille des Arboramminidae Shires, Gooday & Jones, 1994
      - famille des Astrorhizidae Brady, 1881
      - famille des Dendrophryidae Haeckel, 1894
      - famille des Diffusilinidae Loeblich & Tappan, 1961
      - famille des Dryorhizopsidae Loeblich & Tappan, 1964
      - famille des Halyphysemidae Loeblich & Tappan, 1984
      - famille des Hemisphaeramminidae Loeblich & Tappan, 1961
      - famille des Hippocrepinellidae Loeblich & Tappan, 1984
      - famille des Notodendrodidae Delaca, Lipps & Hessler, 1980
      - famille des Rhabdamminidae Brady, 1884
      - famille des Schizamminidae Nørvang, 1961
      - famille des Silicotubidae Vyalov, 1968 †
      - famille des Vanhoeffenellidae Saidova, 1981

    - super-famille des Komokioidea Tendal & Hessler, 1977
      - famille des Baculellidae Tendal & Hessler, 1977
      - famille des Komokiidae Tendal & Hessler, 1977
      - famille des Normaninidae Mikhalevich, 1995
      - famille des Rhizamminidae Wiesner, 1931
      - genre Skeletonia Gooday, Kamenskaya & Cedhagen, 2007

  - sous-ordre des Hippocrepinina
    - super-famille des Hippocrepinoidea Rhumbler, 1895
      - famille des Ammovolummidae Chernykh, 1967
      - famille des Botellinidae Chapman & Parr, 1936
      - famille des Hippocrepinidae Rhumbler, 1895
      - famille des Hyperamminidae Eimer & Fickert, 1899
      - famille des Jugimuramminidae Zheng, 2001

  - sous-ordre des Saccamminina Lankester, 1885
    - super-famille des Psammosphaeroidea Haeckel, 1894
      - famille des Lacustrinellidae Mikhalevich, 1995
      - famille des Polysaccamminidae Loeblich & Tappan, 1984
      - famille des Psammosphaeridae Haeckel, 1894
      - famille des Telamminidae Loeblich & Tappan, 1985

    - super-famille des Saccamminoidea Brady, 1884
      - famille des Crithioninidae Hofker, 1972
      - famille des Saccamminidae Brady, 1884
      - famille des Stegnamminidae Moreman, 1930
- super-famille des Xenophyophoroidea Tendal, 1972
  - famille des Cerelasmidae Tendal, 1972
  - famille des Psammettidae Tendal, 1972
  - famille des Psamminidae
  - famille des Stannomidae Haeckel, 1889
  - famille des Syringamminidae Tendal, 1972
  - genre Nazareammina Gooday, Aranda da Silva, Pawlowski, 2011
  - genre Shinkaiya Lecroq et al., 2009
- famille des Reticulomyxidae Page, 1987, emend. Huelsmann, 2014
- genre Flexammina Voltski & Pawlowski, 2015
- genre Leannia Apothéloz-Perret-Gentil & Pawlowski, 2014
- genre Nellya Gooday, Anikeeva & Pawlowski, 2010